# Teoria del gender
Teoria del gender o teoria del genere (prestito linguistico dall'inglese gender theory), detta anche impropriamente ideologia gender, è un neologismo coniato in ambienti conservatori cattolici negli anni 90 del XX secolo come appellativo per riferirsi in modo critico agli studi di genere ed alle relative speculazioni. Nel fare uso di tale espressione talvolta si sostiene, ad esempio, che gli studi di genere possano scaturire da un complotto predefinito mirante alla frantumazione della famiglia tradizionale e contrario ad un supposto ordine naturale su cui fondare la società. In sostanza, l'espressione "teoria del gender" è un termine ombrello, usato con diverse sfaccettature: in senso avverso alle teorie, rivendicazioni e lotte propri e prodotti dai movimenti femministi e LGBT, oppure come fonte di preoccupazione per una presunta omologazione contraria alle differenze sessuali.
A questa "teoria gender" o "gender agenda" (presentata a seconda delle occasioni come filosofia progressista, teoria sociologica o ideologia di sinistra) viene imputato di propagandare l'inesistenza di differenze tra i sessi biologici, e la conseguente possibilità di variare il proprio genere a piacimento. Tale costruzione mescola elementi propri della sociologia costruzionista (il genere e i ruoli sociali come costrutti della società), degli studi di genere, della teoria queer (il superamento del binarismo di genere), del femminismo (l'uguaglianza tra uomo e donna), e degli studi sul transessualismo (la differenza tra identità di genere e sesso biologico), finendo per delineare un sistema di pensiero unitario e finalizzato che, invero, non appartiene né è propugnato da alcuno degli ambiti culturali e di ricerca citati.
Altresì il termine teoria del gender è largamente usato come espediente retorico al fine di prendere posizione contro i diritti LGBT e il femminismo, inferendo che anche quei movimenti, benché eterogenei, propugnino tale teoria, per nascondere una strategia politica unitaria.
In ambito accademico qualsiasi riferimento a una teoria strutturata come anzi descritto - quando non esplicitamente presentata come "ideologia" gender - è generalmente considerato un tipico argomento fantoccio da leggere nel contesto di una teoria del complotto. In Italia il termine è usato talora con varianti quali teoria gender, ancora ideologia [del] gender, gender theory, gender ideology, ideologia del genere e ideologia di genere. Nei paesi anglosassoni, per riferirsi al fenomeno che in Italia viene denotato come "teoria del gender", si usò inizialmente l'espressione gender feminism, per poi adottare l'espressione "gender ideology" o talvolta anche "gender theory", ma quest'ultima soltanto quando dal contesto sia chiaro che non si riferisce al concetto anglosassone traducibile in "teoria del genere". Anche nel mondo conservatore polacco viene mantenuta, non tradotta, l'espressione inglese "gender", così come in Germania.

## Storia

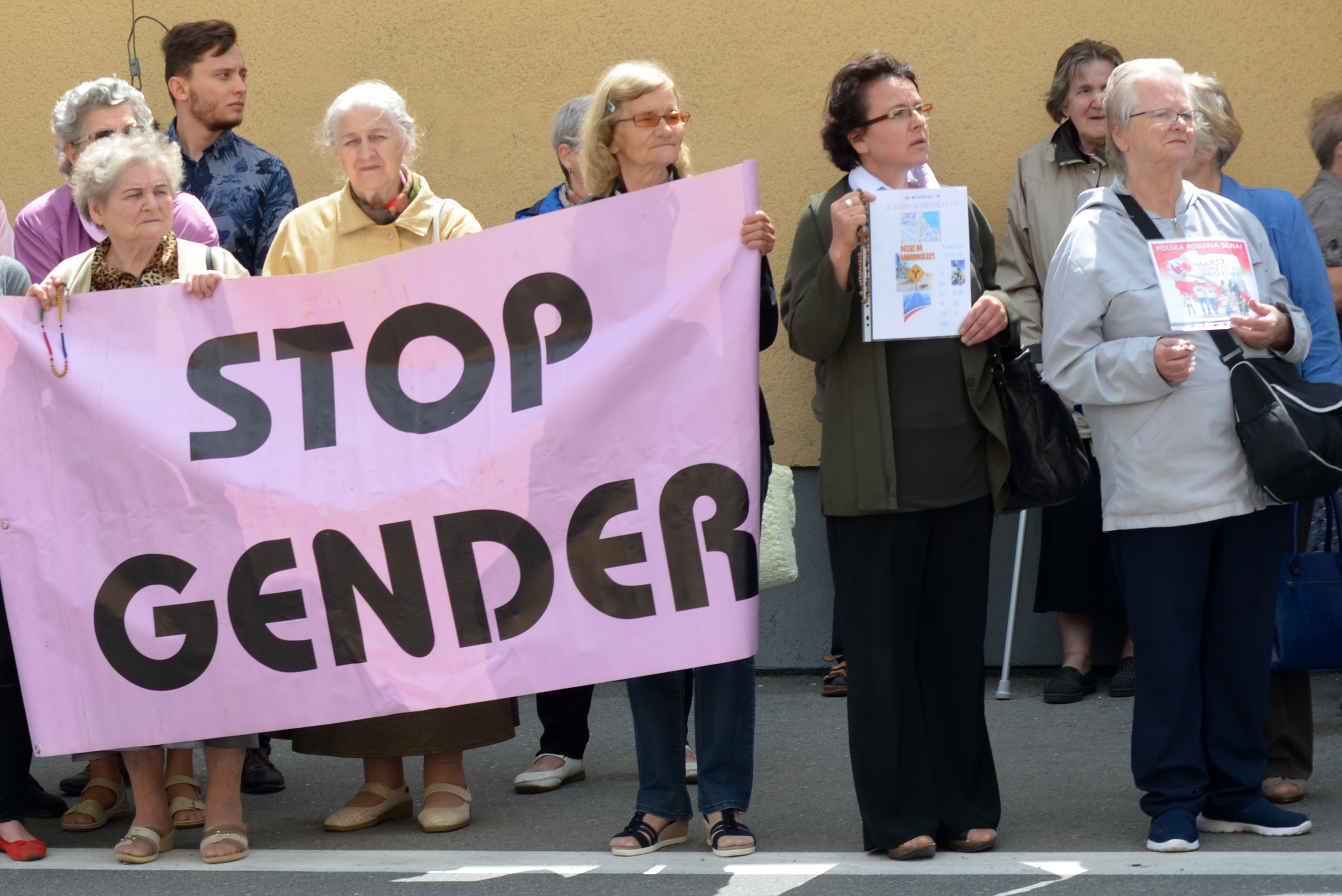
Manifestanti cattolici anti-gay contrari alla marcia per l'uguaglianza del 2018 a Rzeszów (Polonia)

### Origini
Le origini della narrativa anti-gender sono ascrivibili a Dale O'Leary, medica statunitense e antifemminista storica, affiliata all'Opus Dei, e collaboratrice dei controversi centri Narth di terapia di conversione di omosessuali fondati da Joseph Nicolosi, terapia considerata inutile, dannosa e contraria all'etica professionale da molte agenzie internazionali (a partire dalle Nazioni Unite) e da ordini e associazioni professionali (tra cui l'American Psychiatric Society e l'Ordine italiano degli psicologi). Nel suo The Gender Agenda: Redifining Equality del 1997 O'Leary prende le mosse dallo scontro politico avvenuto alla Conferenza mondiale sulle donne del 1995, nella quale l'uso della parola gender (in luogo di sex) da parte di associazioni per i diritti delle donne e delle persone LGBT era stato aspramente contestato dai gruppi pro-famiglia.
Già due anni prima della conferenza di Pechino la biologa Anne Fausto-Sterling spiegava, in un articolo sulla rivista The Sciences, come il tentativo di forzare talora l'appartenenza sessuale dei neonati alla logica binaria fosse un atto di violenza ai dati biologici e proponeva provocatoriamente di aggiungere ai due sessi tradizionali lo herm (l'ermafrodito, ovvero un intersessuale con un testicolo e un'ovaia); il merm (lo pseudoermafrodita maschio con i testicoli, con qualche caratteristica sessuale femminile e nessun'ovaia) e la ferm (pseudoermafrodita femmina con le ovaie, con qualche caratteristica sessuale maschile e nessun testicolo).
Lo scopo dell'articolo di Fausto-Sterling ‒ al pari di uno precedente di Suzanne Kessler del 1990 ‒ era quello di favorire un dibattito e un cambio di prassi all'interno del mondo clinico che si occupava del trattamento delle persone intersessuali, in particolare per mettere un freno alla diffusa abitudine di operare alla nascita i neonati con malformazioni genitali, assegnando loro arbitrariamente un sesso prima ancora che essi potessero sviluppare una loro identità di genere.

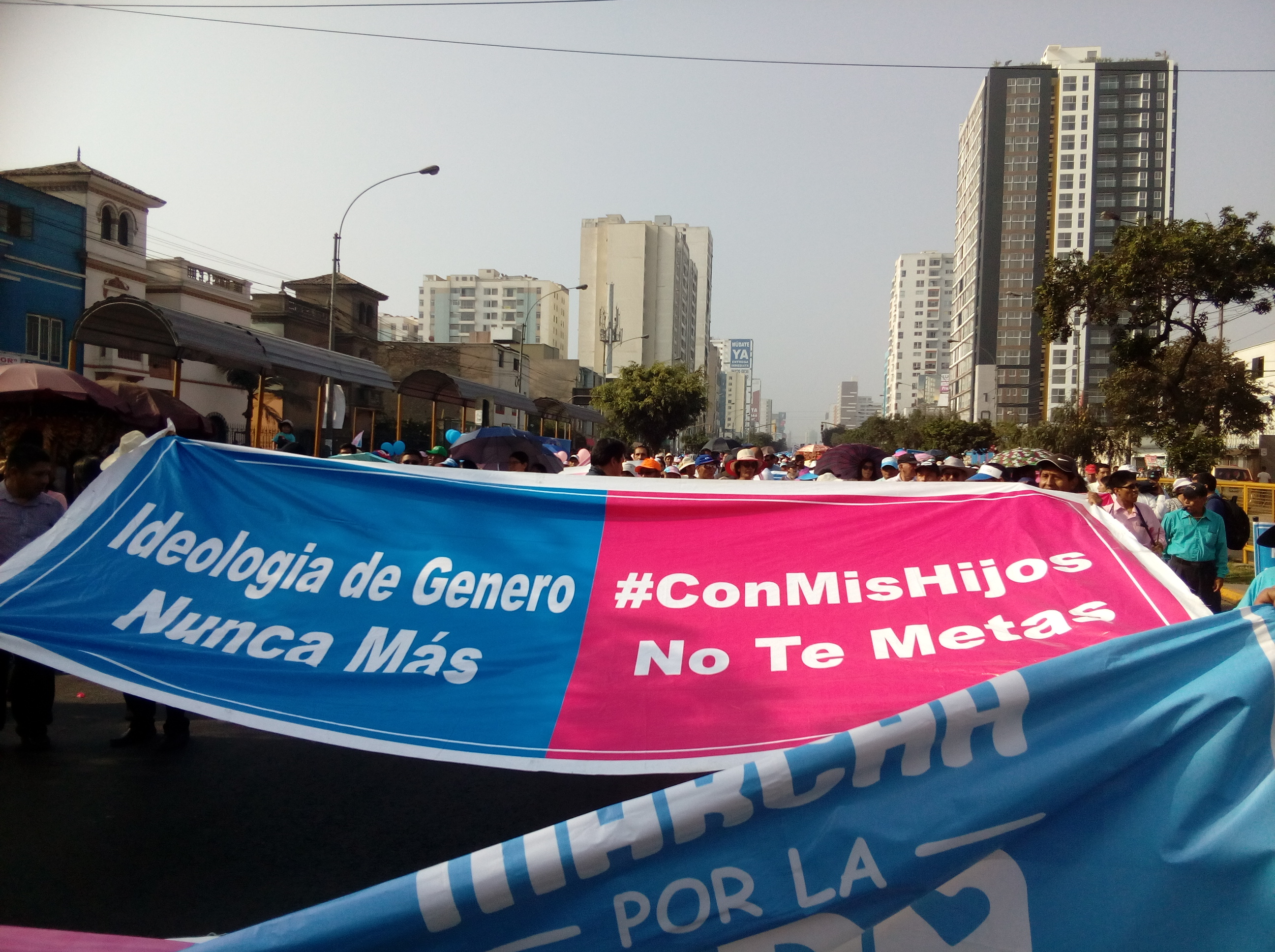
Manifestazione pro vita a Lima (Perù) del 2018, in cui appare la scritta: «Ideologia di genere mai più / Lascia stare i miei figli»

Nel corso dei lavori preparatori alla conferenza di Pechino, tenutisi a New York nel marzo del 1995, furono diffusi tra i delegati pro-famiglia alcuni articoli comparsi su riviste femministe e usati come materiale di studio nelle università statunitensi. Un funzionario americano conservatore, discutendo in famiglia dei contrasti sorti tra opposte fazioni durante tali lavori all'ONU, aveva ottenuto alcuni articoli in questione tramite la baby-sitter dei suoi figli, studentessa allo Hunter College di New York Tra tali scritti figurava anche il citato articolo del 1993 di Fausto-Sterling. Fraintendendo (o mistificando) il significato di tale articolo, i delegati pro-famiglia asserirono la volontà del fronte progressista di voler superare il paradigma binario dei due sessi noti per introdurre anche i concetti di «omosessuale maschile, omosessuale femminile e transessuale». oppure «omosessuale, lesbica, bisessuale e transessuale»
In tal modo il termine gender diveniva una definizione in codice di «omosessualità» nonché una sorta di attributo dal significato di «a supporto dei diritti gay».
O'Leary utilizzava l'espressione «gender feminism» («femminismo di genere»), coniata dalla scrittrice e critica del femminismo contemporaneo Christina Hoff Sommers, per definire i promotori, a suo dire, dell'ideologia del gender, ovvero un gruppo eterogeneo composto da fautori del controllo demografico, libertari della sessualità, attivisti per i diritti LGBT, promotori multiculturali del politicamente corretto, ambientalisti estremisti, neomarxisti e progressisti; decostruzionisti e postmodernisti e sostenuta dai grandi liberal governativi e da corporazioni multinazionali.
Dopo la polemica del 1995 O'Leary scrisse il citato The Gender Agenda (pubblicato dieci anni più tardi in Italia come Maschi o femmine?), mentre il Pontificio consiglio per la famiglia avviò la realizzazione di un glossario in cui fossero contenuti tutti i termini «ambigui e discussi sulla famiglia», il Lexicon, in cui compare anche il saggio della teologa tedesca Jutta Burggraf (anch'essa dell'Opus Dei) Genere (Gender), e un altro saggio del vescovo peruviano Óscar Alzamora Revoredo, Ideologia di genere: pericoli e portata.

### Utilizzo in ambito cattolico
Quella citata nel paragrafo precedente è la produzione culturale di riferimento di quella parte di mondo cattolico che dà credito alla narrativa sulla teoria del gender.
L'espressione fu ripresa e diffusa dal Pontificio consiglio per la famiglia quale sinonimo di ideologia tendente a svalutare la differenza e la complementarità dei sessi e usata per giustificare le unioni omosessuali: «l'identità sessuale di genere (gender) sarebbe non solo il prodotto dell'interazione tra la comunità e l'individuo, ma anche indipendente dall'identità sessuale personale […] il matrimonio e le unioni di fatto (incluse quelle omosessuali) è oggi generalmente giustificato facendo ricorso a categorie e termini derivanti dall'ideologia di gender».
Sia lo stesso Ratzinger che, in seguito, il suo successore Bergoglio, in più occasioni hanno utilizzato tale narrativa in chiave di denuncia dei pericoli derivanti da permissivismo verso i diritti familiari delle persone LGBT.
La XIV Assemblea generale ordinaria del Sinodo dei vescovi, tenutasi nel mese di ottobre 2015 sul tema della famiglia, ha affermato che l'ideologia del gender «svuota la base antropologica della famiglia. Questa ideologia induce progetti educativi e orientamenti legislativi che promuovono un'identità personale e un'intimità affettiva radicalmente svincolate dalla diversità biologica fra maschio e femmina».
Nell'esortazione apostolica post-sinodale Amoris laetitia, papa Francesco fa riferimento soltanto in un passaggio all'ideologia genericamente chiamata gender, affermando che essa «induce progetti educativi e orientamenti legislativi che promuovono un'identità personale e un'intimità affettiva radicalmente svincolate dalla diversità biologica fra maschio e femmina. L'identità umana viene consegnata ad un'opzione individualistica, anche mutevole nel tempo». L'esortazione recepisce altresì uno dei principi fondanti degli studi di genere, ossia la distinzione tra "sesso" e "genere": «Non si deve ignorare che sesso biologico (sex) e ruolo sociale-culturale del sesso (gender) si possono distinguere, ma non separare».
Diversi intellettuali cattolici parlano di "teoria del gender" sulla base della lettura di alcuni testi di intellettuali ritenuti femministi e LGBT. La filosofa Judith Butler è talvolta citata: Butler sostiene che il genere, come percezione sociale, sia risultato di comportamenti e consuetudini culturali, mentre la natura della persona non sarebbe per tutti strettamente binaria. Tuttavia, Judith Butler non nega una componente innata e immutabile nella definizione dell'orientamento sessuale, sostenendo che «la sessualità non può essere sommariamente fatto o disfatta, e sarebbe un errore associare il "costruttivismo" con la libertà del soggetto di formare la sua sessualità come lui o lei desidera.»

## Critiche all'abuso del termine
L'espressione inglese gender ideology ('ideologia di genere') viene utilizzata in campo accademico, nel mondo anglosassone, nell'ambito degli studi di genere. In questo contesto, tuttavia, l'espressione si riferisce ad «ogni atteggiamento riguardante i ruoli, i diritti e le responsabilità appropriati agli uomini e alle donne in una società», senza alcuno specifico riferimento all'omosessualità o al transgenderismo. Questa prassi d'uso, quindi, è radicalmente diversa dalla presunta "ideologia" oggetto degli attacchi del mondo conservatore, di cui tratta questa voce.
Diverse associazioni accademiche e ordini professionali si sono espressi soprattutto negli anni 2014-2015, ribadendo che una "ideologia" del gender semplicemente non esiste: le intense campagne mediatiche sarebbero piuttosto da ricondurre a dinamiche tipiche delle teorie del complotto.
- L'Associazione Italiana di Psicologia (AIP) nel marzo 2015 ha diffuso un documento[56] in cui afferma di

- A luglio 2015 l'Ordine degli Psicologi delle Marche ha emesso un comunicato intitolato Basta teorie fasulle che creano solo confusione, nel quale si afferma che le comunicazioni circolate nei social media, nelle quali «si parlava di corsi di gender nelle scuole con l'obiettivo di obbligare bambini in tenera età a comportamenti sessualizzati, non conformi al luogo e alla maturità reale», siano servite soltanto a creare un ingiustificato allarmismo.[57]
- L'Ordine degli Psicologi della Puglia ha ribadito, in un comunicato stampa, che «a prescindere da valutazioni e "credo" personali, non esiste alcuna "teoria del genere" o "ideologia di genere". [...] L'attività di prevenzione nella scuola può essere un anello della catena indispensabile al superamento di stereotipi di genere, ancora troppo radicati nella nostra società. Tra gli obiettivi nazionali dell'insegnamento nelle scuole italiane è improcrastinabile attuare sia la promozione del rispetto delle identità di genere, sia il superamento di stereotipi sessisti attraverso la diffusione dell'educazione affettiva e sessuale, rispondendo altresì all'esigenza di attuare i principi di pari dignità e non discriminazione sanciti dalla Costituzione».[58]
- Analogamente si è pronunciato anche l'Ordine degli Psicologi del Lazio.[59]
- Dopo i vari pronunciamenti degli ordini regionali a settembre 2015 anche il Consiglio nazionale dell'Ordine nazionale degli psicologi ha preso ufficialmente posizione,[60] appoggiando pienamente la posizione dell'Associazione Italiana di Psicologia, ribadendo «l'inconsistenza scientifica del concetto di "ideologia del gender"» e chiarendo che

- L'associazione di docenti universitarie "Società italiana delle storiche" ha affermato che «non esiste [...] una "teoria del gender"»: il "genere" (gender) è piuttosto «uno strumento concettuale per poter pensare e analizzare le realtà storico-sociali delle relazioni tra i sessi in tutta la loro complessità e articolazione».[61]

Alcuni studiosi hanno denunciato come movimenti cattolici, tra i quali ProVita onlus e Manif Pour Tous Italia (oggi nota come Generazione Famiglia), abbiano introdotto nel dibattito pubblico una lettura distorta delle teorie del genere, con toni aggressivi ed allarmistici (affermando ad esempio che la teoria del gender condurrebbe all'insegnamento della masturbazione in età scolare, oppure indurrebbe a confondere i bambini circa il loro orientamento sessuale, o negherebbe l'esistenza dei generi maschio e femmina) al solo fine di ostacolare il riconoscimento dei diritti delle persone omosessuali, bisessuali, transessuali, transgender e intersex.
Significativo, in effetti, è il fatto che intense campagne di denuncia del presunto complotto dettato dall'agenda "gender" siano state condotte, prima in Francia e poi in Italia, esattamente in coincidenza con l'apertura di un pubblico dibattito circa il matrimonio egualitario o le unioni civili tra persone dello stesso sesso. Secondo la filosofa Michela Marzano questa sarebbe una prova sufficiente della strumentalità di campagne basate sulla paura e sulla confusione voluta e cercata, campagne il cui vero bersaglio è il riconoscimento della piena dignità delle persone LGBT.
In questo senso, anche l'utilizzo dell'anglicismo "gender", al posto della parola già esistente in italiano, "genere", sarebbe un artificio retorico volto a creare, nelle persone meno preparate, la confusione e la paura che si stia introducendo qualcosa di anomalo ed alieno.

## Sondaggi
Un sondaggio Ipsos dell'ottobre 2019 ha rilevato che la maggioranza degli uomini polacchi sotto i 40 anni crede che «il movimento LGBT e l'ideologia di genere» siano la «più grande minaccia da affrontare nel 21º secolo».
Un sondaggio del 2020 su un campione rappresentativo di 1.000 polacchi ha rilevato che il 30% di loro credeva nell'esistenza di una cospirazione relativa all'ideologia di genere definita come: «un piano segreto per distruggere in parte la tradizione cristiana assumendo il controllo dei media pubblici».

## Fonti
- Alessia Donà, The populist Italian Lega from ethno-regionalism to radical right-wing nationalism: backsliding gender-equality policies with a little help from the anti-gender movement, in European Journal of Politics and Gender, vol. 3, n. 1, 2020,  pp. 161-163, DOI:10.1332/251510819X15657567135115.
- Gloria Careaga-Pérez, Moral Panic and Gender Ideology in Latin America, in Religion and Gender, vol. 6, n. 2, 2016,  pp. 251-255, DOI:10.18352/rg.10174.
- Elizabeth S. Corredor, Unpacking “Gender Ideology” and the Global Right’s Antigender Countermovement, in Signs: Journal of Women in Culture and Society, vol. 44, n. 3, 2019,  pp. 613-638, DOI:10.1086/701171.
- Ulrika Dahl e madeleine kennedy-macfoy, (Anti) Gender Studies and Populist movements in Europe, in European Journal of Women's Studies, 2020, DOI:10.1177/1350506820929220.
- Fanny Gallot e Gaël Pasquier, L’école à l’épreuve de la ‘théorie du genre’ : les effets d’une polémique: Introduction, in Cahiers du Genre, vol. 65, n. 2, 2018,  p. 5, DOI:10.3917/cdge.065.0005.
- Agnieszka Graff, Report from the gender trenches: War against ‘genderism’ in Poland, in European Journal of Women's Studies, vol. 21, n. 4, 2014,  pp. 431-435, DOI:10.1177/1350506814546091.
- Agnieszka Graff, ‘Gender Ideology’: Weak Concepts, Powerful Politics, in Religion and Gender, vol. 6, n. 2, 2016,  pp. 268-272, DOI:10.18352/rg.10177.
- Jayson Harsin, Post-Truth Populism: The French Anti-Gender Theory Movement and Cross-Cultural Similarities, in Communication, Culture and Critique, vol. 11, n. 1, 2018,  pp. 35-52, DOI:10.1093/ccc/tcx017.
- (EN) Eszter Kováts, The Emergence of Powerful Anti-Gender Movements in Europe and the Crisis of Liberal Democracy, in Köttig (a cura di), Gender and Far Right Politics in Europe, Springer, 2016,  pp. 175-189, ISBN 978-3-319-43533-6.
- (EN) Eszter Kováts e Andrea Pető, Anti-gender discourse in Hungary: A discourse without a movement?, in Anti-Gender Campaigns in Europe: Mobilizing against Equality, Rowman & Littlefield, 2017,  pp. 117-132, ISBN 978-1-78660-001-1.
- Eszter Kováts, Questioning Consensuses: Right-Wing Populism, Anti-Populism, and the Threat of ‘Gender Ideology’, in Sociological Research Online, vol. 23, n. 2, 2018,  pp. 528-538, DOI:10.1177/1360780418764735.
- (EN) Eszter Kováts, Post-Socialist Conditions and the Orbán Government's Gender Politics between 2010 and 2019 in Hungary, in Right-Wing Populism and Gender: European Perspectives and Beyond, transcript Verlag, 2020,  pp. 75-99, ISBN 978-3-8394-4980-6.
- (EN) Roman Kuhar e David Paternotte, Introduction, in Anti-Gender Campaigns in Europe: Mobilizing against Equality, Rowman & Littlefield, 2017, ISBN 978-1-78660-001-1.
- Marta Marchlewska, Aleksandra Cichocka, Filip Łozowski, Paulina Górska e Mikołaj Winiewski, In search of an imaginary enemy: Catholic collective narcissism and the endorsement of gender conspiracy beliefs, in The Journal of Social Psychology, vol. 159, n. 6, 2019,  pp. 766-779, DOI:10.1080/00224545.2019.1586637.
- (EN) Stefanie Mayer e Birgit Sauer, “Gender ideology” in Austria: Coalitions around an empty signifier, in Anti-Gender Campaigns in Europe: Mobilizing against Equality, Rowman & Littlefield, 2017, ISBN 978-1-78660-001-1.
- (EN) Andrea Pető, Feminist Stories from an Illiberal State: Revoking the License to Teach Gender Studies in Hungary at a University in Exile (CEU), in Gender and Power in Eastern Europe: Changing Concepts of Femininity and Masculinity in Power Relations, Springer International Publishing, 2021,  pp. 35-44, ISBN 978-3-030-53130-0.
- Marta Rawłuszko, And If the Opponents of Gender Ideology Are Right? Gender Politics, Europeanization, and the Democratic Deficit, in Politics & Gender, 2019,  pp. 1-23, DOI:10.1017/S1743923X19000576.
- (PL) Łukasz Wawrowski, Czy jest sens dyskutować z przeciwnikami tzw. ideologii gender? [Does it make sense to debate the opponents of the so-called gender ideology?] (PDF), in Chorzowskie Studia Polityczne, n. 14, 2017,  p. 13. URL consultato il 30 marzo 2021 (archiviato dall'url originale il 14 gennaio 2024).
- Piotr Żuk e Paweł Żuk, ‘Murderers of the unborn’ and ‘sexual degenerates’: analysis of the ‘anti-gender’ discourse of the Catholic Church and the nationalist right in Poland, in Critical Discourse Studies, 2019,  pp. 1-23, DOI:10.1080/17405904.2019.1676808.